# Zeta-7
Zeta-7, scritto anche Zeta 7 sulle confezioni, è un videogioco sparatutto pubblicato nel 1984 per Commodore 64 dalla Victory Software/Star-Byte Inc. in America e dalla Mogul Communications Ltd. in Europa. Si controlla una postazione di artiglieria spaziale con visuale in prima persona che può ruotare a 360°.
Venne sviluppato da Mike Wacker, allora noto per Fire Ant e Annihilator. All'epoca della pubblicazione la Mogul dichiarò di aver acquisito i diritti per la versione domestica di Zeta-7, che sarebbe successivamente uscito sotto forma di arcade negli Stati Uniti, ma un tale arcade non risulta essere mai esistito, perlomeno non con questo titolo. È evidente invece la somiglianza con Neutral Zone uscito l'anno precedente per Commodore 64.

## Modalità di gioco
Il giocatore controlla una capsula orbitante armata di cannone a globi di energia e deve proteggere la "sfera difensiva di classe Zeta n° 7", una grande base spaziale che appare come un'imitazione della Morte Nera di Guerre stellari. Si ha una visuale in prima persona sullo spazio, dove sono visibili la base alleata e diversi corpi celesti e altre strutture decorativi. La capsula è immobile, ma può ruotare la visuale in orizzontale a 360°. Per sparare si utilizza un mirino che ruota insieme alla visuale, rimanendo al centro dello schermo, e può spostarsi su e giù sullo schermo. Si spara un proiettile sferico che si allontana rimpicciolendosi alla vista e impiega un certo tempo a raggiungere la distanza dei bersagli, per cui non è banale riuscire a colpirli mentre si muovono. Non si può sparare un altro colpo finché il precedente è in viaggio.
I nemici sono navicelle e dischi volanti, tra cui un'imitazione dell'Enterprise di Star Trek, che arrivano a squadroni di varia quantità e tipologia. I nemici possono sparare sia alla capsula, con proiettili simili a quelli del giocatore, sia alla base, con raggi orizzontali. I proiettili nemici si possono colpire e distruggere al volo mentre si avvicinano ingrandendosi alla vista. Si dispone di una barra dell'energia vitale della capsula e di due indicatori di condizione (verde, gialla o rossa a seconda della gravità dei danni) della capsula e della base. L'energia si può lentamente ricaricare, ma non quando i pannelli solari della capsula sono temporaneamente disattivati a causa dei danni. Il game over si può verificare per distruzione della capsula o per distruzione della base.
Prima di iniziare c'è un'introduzione con animazione e musica (mentre in partita ci sono solo effetti sonori), che mostra una battaglia spaziale, che ha poco a che vedere con quella del gioco. Poi è possibile vedere una demo del gioco.